# 岩手山
岩手山（日语：／ Iwate-san）為日本東北地方奥羽山脈北部的山，也是岩手縣的最高峰，標高2,038米，為活火山，有「東北的富士山」之稱。

## 图片集

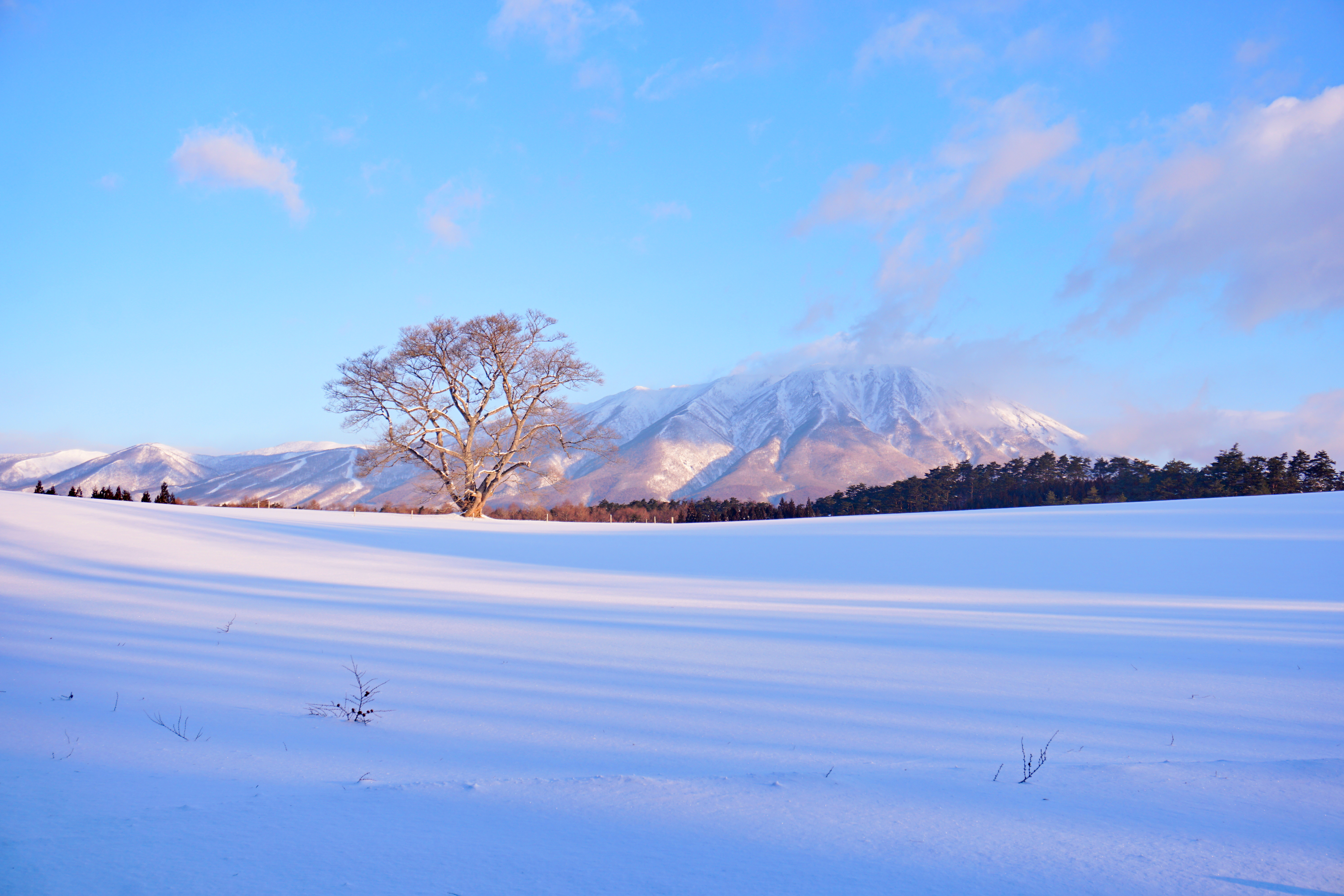
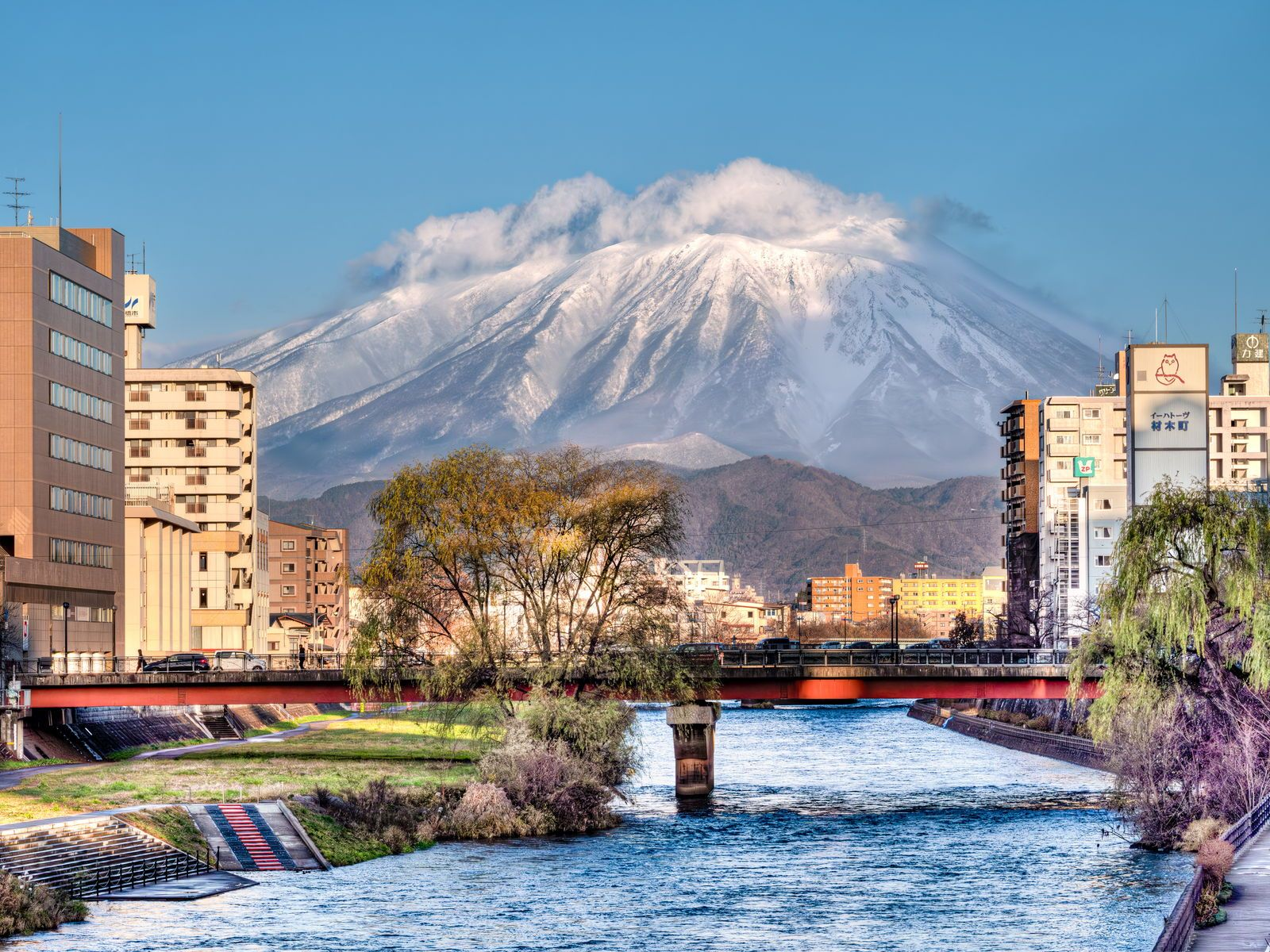
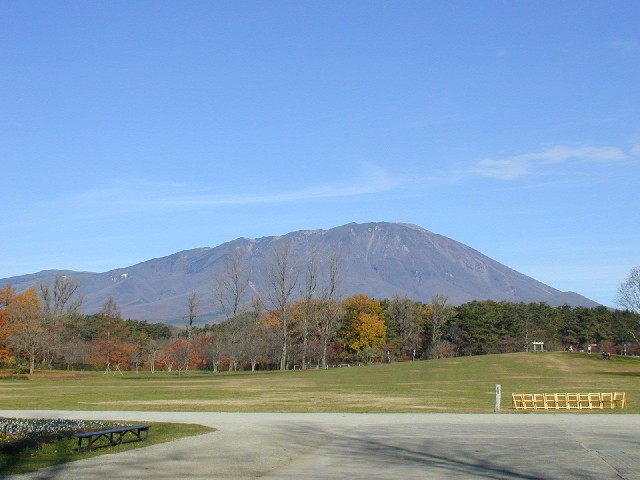

## 參看
- 日本百名山
- 都道府縣最高峰（岩手縣）

## 外部連結
- 岩手山情報
- 国土地理院 地圖閱覽系統 （页面存档备份，存于）